# Paul van der Grijp
Paul van der Grijp (Nijmegen, 1952) is een Nederlandse hoogleraar antropologie, thans emeritus-hoogleraar, aan de Université Lumière in Lyon, Frankrijk. Voorts is hij onderzoeker aan het Instituut voor Oost-Azië Studies in Lyon.

## Academische loopbaan
Van der Grijp studeerde filosofie en antropologie in Nijmegen en Parijs. Als onderzoeker van de Koninklijke Nederlandse Akademie van Wetenschappen kon hij langdurig veldwerk in de Zuid-Pacific verrichten. In 1998 werd hij in Frankrijk uitgenodigd om daar aan de Université de Provence (Aix-Marseille) te gaan werken en als onderzoeker van het Centre de Recherche et de Documentation sur l'Océanie (CREDO) in Marseille zijn veldwerk in de Zuid-Pacific voort te zetten. In 2005 werd hij tot hoogleraar benoemd aan de Université des Sciences et Technologies in Lille en in 2008 aan de Université Lumière in Lyon. Ondertussen ging Van der Grijp door met het verrichten van veldonderzoek in Azië en de Pacific. Hij doceerde als gasthoogleraar aan verschillende Europese universiteiten (in Siena, Turijn, Wenen, Ljubljana, Maynooth en Stockholm), in Taiwan (Taipei en Taidong); in Frans-Polynesië ( Papeete) en in de Verenigde Staten (Honolulu). In de loop van de tijd vervulde Van der Grijp bestuursfuncties als medeoprichter en board member van de European Society for Oceanists, directeur van het Département d'anthropologie in Aix-en-Provence, directeur van het onderzoeksinstituut Centre des Recherches et d'Etudes en Anthropologie (CREA) in Lyon en raadslid van het onderzoekscentrum Institut d'Asie Orientale (IAO), eveneens in Lyon.

## Lijnen van onderzoek
Tussen 1982 en 2008 verrichtte Van der Grijp twaalf keer langdurig veldwerk op verschillende eilanden in West-Polynesië (Tonga, Fiji, Rotuma, Wallis en Futuna, en Samoa). Sinds 2008 deed – en doet – hij regelmatig veldonderzoek in Oost-Azië, met name in Taiwan en Hongkong. Zijn onderzoek concentreert zich op vraagstukken van ideologie en sociale ongelijkheid ('asymmetrische ideologie'); configuratie en reconfiguratie van sociaal-economische en politiek-religieuze structuren; motivaties van privéverzamelaars; de relaties tussen verzamelaars, artiesten en musea; en de veranderende verhouding tussen kunst en (concepties van) schoonheid.